# José Pacheco Gómez
José Luis Pacheco Gómez (Santander, 14 gennaio 1947 – Santander, 28 settembre 2022) è stato un calciatore e giornalista spagnolo.

## Biografia
Terminata la carriera di calciatore professionista, si dedicò a quella di giornalista sportivo seguendo per vent'anni le partite del CD Logroñés.

## Caratteristiche tecniche
In attività giocava nel ruolo di portiere.

## Carriera
Con l'Atlético Madrid vinse tre campionati due coppe del Re e una Coppa Intercontinentale nell'arco di undici stagioni. Scese in campo nelle partite numero 500 e 1000 giocate dalla squadra madrilena.

## Palmarès

### Club

#### Competizioni nazionali
- Coppa di Spagna: 2

Atlético Madrid: 1971-1972, 1975-1976
- Campionato spagnolo: 3

Atlético Madrid: 1969-1970, 1972-1973, 1976-1977

#### Competizioni internazionali
- Coppa Intercontinentale: 1

Atlético Madrid: 1974